# Домнин, Никита Андреевич
Никита Андреевич Домнин (1903—1973) — советский учёный-химик, ректор ЛГУ в 1948—1950 годах.

## Биография
Окончил Ленинградский университет, в 1935 году защитил кандидатскую, в 1945 — докторскую диссертацию. С 1946 по 1948 годы Н. А. Домнин был деканом химического факультета ЛГУ, с июня 1948 по декабрь 1949 года — ректором ЛГУ, с октября 1950 по март 1958 года — директором Научно-исследовательского института химии ЛГУ и одновременно (1952—1953) деканом химического факультета. Активно участвовал в организации кафедры строения органических соединений и возглавлял её в 1952—1965 годах. Во время пребывания на посту ректора категорически отказался подписывать приказ об увольнении преподавателей и сотрудников биологического факультета ЛГУ, не разделявших взгляды Т. Д. Лысенко, а также в ходе борьбы с космополитизмом возражал против необоснованных нападок на преподавателей филологического факультета.

## Вклад в науку
Н. А. Домнин является представителем научной школы академика А. Е. Фаворского, который был его непосредственным научным руководителем. Основные труды в области синтеза и изучения свойств непредельных циклических углеводородов. Получил новые данные о стереохимии и устойчивости 7-8-членных карбо- и гетероциклов, содержащих кратные связи, исследовал возможность существования циклоалкинов. Н. А. Домнин впервые осуществил синтез циклооктина — простейшего углеводорода с внутрициклической тройной связью, а также впервые предложил оригинальную схему механизма реакций сопряжённого галогенирования и дегалогенирования и выполнил цикл исследований по синтезу и изучению свойств гидразонов алифатических, жирноароматических и циклических дикетонов.

## Семья
Был женат на Ирине Алексеевне Фаворской, дочери А. Е. Фаворского. Сын Иван Никитич Домнин — профессор-химик. Дочь Мария Никитична Киселёва (в девичестве Домнина) — кандидат наук.